# Alanthurai
Alanthurai es una ciudad y nagar Panchayat situada en el distrito de Coimbatore en el estado de Tamil Nadu (India). Su población es de 7221 habitantes (2011).

## Demografía
Según el censo de 2011 la población de Alanthurai era de 7221 habitantes, de los cuales 3547 eran hombres y 3674 eran mujeres. Alanthurai tiene una tasa media de alfabetización del 68,26%, inferior a la media estatal del 80,09%: la alfabetización masculina es del 74,63%, y la alfabetización femenina del 62,16%.